# Next Generation ATP Finals 2018
Die Next Generation ATP Finals 2018 fanden vom 6. bis 11. November 2018 auf dem Gelände der Fiera di Milano in Mailand statt. Teilnahmeberechtigt waren die besten unter 21-jährigen Tennisspieler der Saison. Das Turnier war Teil der ATP World Tour 2018. Titelverteidiger war der Südkoreaner Chung Hyeon, der in diesem Jahr jedoch nicht mehr spielberechtigt war. Es gewann der Grieche Stefanos Tsitsipas.

## Qualifikation
Es qualifizierten sich die sieben bestplatzierten unter 21-jährigen Spieler der Saison für diesen Wettbewerb. Der beste italienische Nachwuchsspieler erhielt eine Wildcard. Dazu kamen noch zwei Reservisten.
| ATP-Race (unter 21-Jährige) am 29. Oktober 2018 | ATP-Race (unter 21-Jährige) am 29. Oktober 2018 | ATP-Race (unter 21-Jährige) am 29. Oktober 2018 | ATP-Race (unter 21-Jährige) am 29. Oktober 2018 | ATP-Race (unter 21-Jährige) am 29. Oktober 2018 |
| #                                               | Spieler                                         | Punkte                                          | Turniere                                        | Alter                                           |
| ----------------------------------------------- | ----------------------------------------------- | ----------------------------------------------- | ----------------------------------------------- | ----------------------------------------------- |
| 1                                               | Alexander Zverev                                | 4950                                            | 19                                              | 21                                              |
| 2                                               | Stefanos Tsitsipas                              | 2175                                            | 29                                              | 20                                              |
| 3                                               | Denis Shapovalov                                | 1450                                            | 26                                              | 19                                              |
| 4                                               | Alex de Minaur                                  | 1308                                            | 25                                              | 19                                              |
| 5                                               | Frances Tiafoe                                  | 1055                                            | 24                                              | 20                                              |
| 6                                               | Taylor Fritz                                    | 974                                             | 26                                              | 21                                              |
| 7                                               | Andrei Rubljow                                  | 760                                             | 28                                              | 21                                              |
| 8                                               | Jaume Munar                                     | 661                                             | 29                                              | 21                                              |
| 9                                               | Hubert Hurkacz                                  | 636                                             | 23                                              | 21                                              |
| Wildcard                                        |                                                 |                                                 |                                                 |                                                 |
| 114                                             | Liam Caruana                                    | 45                                              | 13                                              | 20                                              |
| Ersatzspieler                                   |                                                 |                                                 |                                                 |                                                 |
| 10                                              | Ugo Humbert                                     | 582                                             | 24                                              | 20                                              |
| 11                                              | Michael Mmoh                                    | 548                                             | 20                                              | 20                                              |
| Nicht qualifiziert                              |                                                 |                                                 |                                                 |                                                 |
| 12                                              | Félix Auger-Aliassime                           | 525                                             | 27                                              | 18                                              |
| 13                                              | Lloyd Harris                                    | 520                                             | 25                                              | 21                                              |

## Spielplan

### Gruppe A

#### Ergebnisse
| Spieler            | Spieler        | Ergebnis                 |
| ------------------ | -------------- | ------------------------ |
| Stefanos Tsitsipas | Jaume Munar    | 4:35, 4:33, 3:44, 4:2    |
| Frances Tiafoe     | Hubert Hurkacz | 4:1, 4:2, 2:4, 4:310     |
| Hubert Hurkacz     | Jaume Munar    | 4:2, 4:2, 2:4, 3:45, 4:1 |
| Stefanos Tsitsipas | Frances Tiafoe | 4:33, 4:35, 4:2          |
| Jaume Munar        | Frances Tiafoe | 4:1, 4:33, 4:1           |
| Stefanos Tsitsipas | Hubert Hurkacz | 4:1, 4:32, 4:1           |

#### Tabelle
| Pos. | Setzliste | Spieler            | Spiele | Sätze | Punkte |
| ---- | --------- | ------------------ | ------ | ----- | ------ |
| 1    | 1         | Stefanos Tsitsipas | 3:0    | 9:1   | 39:25  |
| 2    | 7         | Jaume Munar        | 1:2    | 6:6   | 37:37  |
| 3    | 6         | Hubert Hurkacz     | 1:2    | 4:8   | 32:39  |
| 4    | 3         | Frances Tiafoe     | 1:2    | 3:7   | 27:34  |

### Gruppe B

#### Ergebnisse
| Spieler        | Spieler        | Ergebnis                  |
| -------------- | -------------- | ------------------------- |
| Andrei Rubljow | Taylor Fritz   | 4:2, 1:4, 3:44, 4:32, 4:2 |
| Alex de Minaur | Liam Caruana   | 4:1, 4:1, 4:2             |
| Taylor Fritz   | Liam Caruana   | 1:4, 4:1, 4:39, 4:2       |
| Alex de Minaur | Andrei Rubljow | 4:1, 3:45, 4:1, 4:2       |
| Andrei Rubljow | Liam Caruana   | 4:37, 4:1, 4:2            |
| Alex de Minaur | Taylor Fritz   | 4:38, 4:1, 4:2            |

#### Tabelle
| Pos. | Setzliste | Spieler        | Spiele | Sätze | Punkte |
| ---- | --------- | -------------- | ------ | ----- | ------ |
| 1    | 2         | Alex de Minaur | 3:0    | 9:1   | 39:18  |
| 2    | 5         | Andrei Rubljow | 2:1    | 7:5   | 36:36  |
| 3    | 4         | Taylor Fritz   | 1:2    | 5:7   | 34:38  |
| 4    | 8         | Liam Caruana   | 0:3    | 1:9   | 20:37  |

### Halbfinale
| Spieler            | Spieler        | Ergebnis                   |
| ------------------ | -------------- | -------------------------- |
| Stefanos Tsitsipas | Andrei Rubljow | 4:33, 3:45, 4:0, 2:4, 4:32 |
| Alex de Minaur     | Jaume Munar    | 3:45, 4:1, 4:1, 3:44, 4:2  |

### Spiel um Platz 3
| Spieler        | Spieler     | Ergebnis                  |
| -------------- | ----------- | ------------------------- |
| Andrei Rubljow | Jaume Munar | 1:4, 4:34, 2:4, 4:2, 4:33 |

### Finale
| Spieler            | Spieler        | Ergebnis             |
| ------------------ | -------------- | -------------------- |
| Stefanos Tsitsipas | Alex de Minaur | 2:4, 4:1, 4:33, 4:33 |